# El magnífico Tony Carrera
El magnífico Tony Carrera (en italiano: Il magnifico Tony Carrera, en alemán: Carrera - Das Geheimnis der blonden Katze, lit. 'Carrera - El secreto de la gatita rubia') es una película hispano-alemana-italiana  de 1968 escrita y dirigida por José Antonio de la Loma y protagonizada por Thomas Hunter.

## Argumento
Tony Carrera, un ladrón cerca de su jubilación, vive bajo la identidad de un ingeniero británico de Fórmula 1 en Milán y está a punto de casarse. Una joven, Úrsula descubre su identidad y le obliga a marchar con ella a Ámsterdam para aceptar un último robo, en vísperas de su matrimonio: robar un maletín ubicado en una fortaleza guardada por el ejército.

## Reparto
- Thomas Hunter como Tony Carrera.
- Gila von Weitershausen como Ursula Beaulieu.
- Fernando Sancho como el profesor Einstein.
- Walter Barnes como senador Barnes.
- Erika Blanc como Antonella Arnaldini.
- Alberto Farnese como Rick.
- Gérard Tichy como Serge.
- Dieter Augustin como oficial.
- Antonio Casas como Comisario van Heuven.
- Ini Assmann como Sammy.
- Enzo Fiermonte como Arnaldo.
- Hans Waldherr como Peppino.

## Producción
Originalmente se rodó en 70 mm. Inicialmente, Roger Moore fue elegido para el papel principal, pero tuvo que abandonar la filmación debido a un accidente automovilístico.